# Mayer Antal (agrármérnök)
Mayer Antal (Bácsalmás, 1940. február 22. – Budapest, XIII. kerület, 2025. február 9.) magyar agrármérnök, politikus, országgyűlési képviselő (1994–1998).

## Életútja
Bácsalmáson született Mayer Antal (1920–1990) és Bauer Erzsébet (1921–1983) gyermekeként. Az általános és a középiskolai tanulmányait szülővárosában végezte. 1958-ban érettségizett a Hunyadi János Gimnáziumban. 1958 és 1962 között a Gödöllői Agrártudományi Egyetem Mezőgazdaság-tudományi Karának hallgatója volt, ahol mezőgazdasági mérnök diplomát szerzett. 1965–66-ban elvégezte a budapesti Mérnöktovábbképző Intézet tanárképző szakát és mérnök-tanári oklevelet szerzett.
1963-ban a zádori Petőfi Termelőszövetkezetben, 1964 és 1966 között az acsai Aranykalász Termelőszövetkezetben dolgozott. 1966 és 1969 között a Szobi Járási Tanács Mezőgazdasági Osztályának munkatársa, 1969 és 1973 között a vámosmikolai Vörös Csillag Mgtsz. vezető mezőgazdásza volt. 1973 és 1981 között a bernecebaráti Hunyadi Mgtsz., majd 1981-től a drégelypalánki Szondi György Mgtsz. elnökeként dolgozott. Ez utóbbi 1992-ben átalakult Szondi György Mezőgazdasági és Feldolgozóipari Szövetkezetté, ahol igazgatósági elnök lett.
1991-től a Magyar Gyümölcsszövetség igazgatósági tagja, 1992-től a Bogyósgyümölcs-termelők Országos Szövetsége, 1993-tól a Nógrád Megyei Mezőgazdasági Termelők Szövetsége elnöke, 1994-től a Mezőgazdasági Termelők Országos Szövetsége elnökségi tagja volt.
1968-tól a Magyar Szocialista Munkáspárt, 1989-től a Magyar Szocialista Párt tagja volt. Az 1994. évi országgyűlési választásokon az MSZP Nógrád megyei területi listájának második helyéről szerzett mandátumot. Az MSZP-frakcióban a mezőgazdasági munkacsoport és a pénzügyi bizottság tagja volt. 1998-ig volt parlamenti képviselő.

## Díjai, elismerései
- a Mezőgazdaság Kiváló Dolgozója (1980, 1986)